# Нерюнгрі-Вантажна

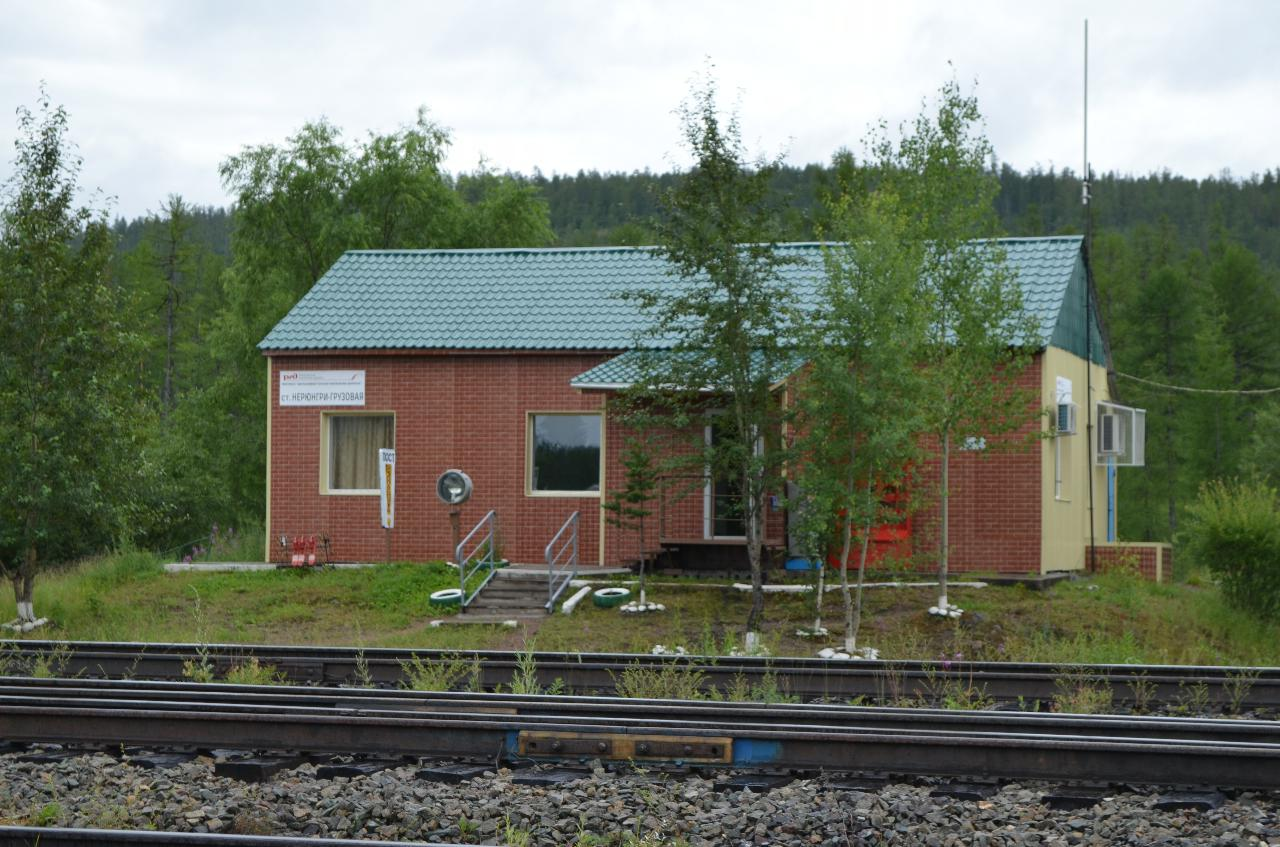
Вокзал

56°42′54″ пн. ш. 124°43′48″ сх. д. / 56.715° пн. ш. 124.73° сх. д.
Нерюнгрі-Вантажна (рос. Нерюнгри-Грузовая) — станція Якутської залізниці (Росія), розміщена на дільниці Нерюнгрі-Пасажирська — Нижній Бестях між станціями Нерюнгрі-Пасажирська (відстань — 9 км) і Денисовський (10 км). Відстань до транзитного пункту Тинда — 238 км.
Розташована за 5 км на північ від міста Нерюнгрі.